# Dollaro di Trinidad e Tobago
Il dollaro (codice ISO 4217: TTD; spesso anche TT$) è la valuta ufficiale Trinidad e Tobago. Essa è divisa in 100 cent.

## Monete
Le monete in circolazione hanno i seguenti valori:
- 1 cent
- 5 cent
- 10 cent
- 25 cent
- 50 cent (molto raro)

Vi sono anche delle monete commemorative dal valore di $1, $5 e $10.

## Banconote
Le banconote in circolazione hanno i seguenti valori:
- $1
- $5
- $10
- $20
- $50
- $100